# Gaudium
Gaudium es el nombre del segundo álbum de estudio grabado por la boy band mexicana Kairo, Fue lanzado al mercado bajo el sello discográfico Sony Music México el 10 de octubre de 1995. con los integrantes originales Paul Forat, Francisco Zorrilla y Eduardo Verástegui. Este álbum fue grabado en Madrid, España y en Milán, Italia y fue producido otra vez por el italiano Gian Pietro Felisatti, quién ya trabajó en el álbum debut de estudio del grupo Signo del tiempo (1994).

Para la promoción de este disco se hizo un cambio de imagen más estilizada la cual se demuestra en las carátulas y fotos interiores, gracias a este cambio de imagen, el grupo alcanzó gran éxito entre el público juvenil de la época.

## Promoción del disco
Los sencillos que se desprendieron de este álbum fueron Ponme la multa (Fammi la multa), No nos rendimos, Dile que la amo, Una aventura y Si te vas.

La promoción de este disco se realizó en México y varios países de América Latina como Venezuela, Colombia, Perú, Argentina y Chile entre otros, teniendo una gran aceptación por parte del público durante los años de 1995 y 1996.
La canción más representativa de este álbum fue sin duda Dile que la amo, con la cual alcanzaron los primeros lugares de popularidad durante el año de 1996 y a raíz de eso se promocionó la versión Energy Mix con estilos más electrónicos que se tocaba en los principales antros y discotecas de la época en varios países de América Latina.
Al finalizar la promoción de este disco se anuncia la separación de Eduardo Verástegui para seguir su carrera como actor, no sin antes grabar la canción Mi querida Isabel.

## Participaciones
Álbum producido y realizado por: Gian Pietro Felisatti.

Productor ejecutivo: Fernando Figueroa.

Productor creativo: Antonio Berumen.

Arreglos del álbum: Stefano Pulga, Walter Tesorierie y Pino Santapaga. 

Las bases fueron grabadas en los estudios de: Estudios Baby de Milán, Italia. 

Los coros fueron grabados en: Estudios Eurosonic, Madrid, España por Alberto Pinto. 

Mezclado en: Estudio Baby Recorde, Milán, Italia por Massimo Noe. 

Dirección de arte: Rocío Larrazolo. 

Diseño gráfico: César Saldaña. 

Diseño de logos: Juan Manuel Ponce.

Fotográfia: Alejandro Gamboa.

## Lista de canciones
- 1. No nos rendimos
- 2. Hacer el amor contigo (Voglio fare l'amore)
- 3. Libertad
- 4. Si te vas
- 5. Una aventura
- 6. Todo un mito (Sei un mito)
- 7. Me gusta (Mi piace)
- 8. Ponme la multa (Fammi la multa)
- 9. Lucía
- 10. Dile que la amo
- 11. Si te vas  (Energy mix)
- 12. Dile que la amo (Energy mix)

## Videos oficiales
- Ponme la multa (1995)
- Una Aventura  (1996)
- Dile que la amo (1996)

## Integrantes
- Paul Forat
- Francisco Zorrilla
- Eduardo Verástegui

- Datos: Q5876369